# No. 6 Commando
6-й загін британських командос (англ. No. 6 Commando) — підрозділ спеціального призначення британських командос, що структурно входив до складу британської армії за часів Другої світової війни. Загін формувався з 23 червня 1940 й, незважаючи на те, що він призначався для проведення невеликих набігів та нальотів на німецькі гарнізони уздовж узбережжя окупованої Німеччиною Франції, підрозділ в основному діяв як висококваліфікований штурмовий загін. З кінця 1941 року окремі підрозділи брали участь у невеликих рейдах на узбережжя окупованої Норвегії. У квітні 1942 року весь підрозділ готувався до проведення операції «Мірмідон» у Франції, але цей рейд був в останню мить скасований.
Першою повномасштабною операцією, в якій узяв участь No. 6 Commando, була операція «Смолоскип», висадка союзників в Алжирі в листопаді 1942 року. У 1943 році брав участь у Туніській кампанії. 6 червня 1944 року загін висаджувався у Франції в рамках операції «Нептун», разом з 1-ю бригадою спеціальної служби забезпечував з'єднання з військами 6-ї повітрянодесантної дивізії на східному фланзі плацдарму «Сорд». Після цього 6-й загін виконував бойові завдання з оборони плацдармів та проведенні наступальних операцій, що мали за мету прорив союзних військ з Нормандії, перш ніж його було виведено з рештою бригади назад до Сполученого Королівства у вересні 1944 року. У січні 1945 року підрозділ залучався до контрнаступальної операції союзників під час Арденнської битви перед тим, як приєднатися до просування до Німеччини в рамках операції «Пландер». У 1946 році із закінченням бойових дій підрозділ було розформовано.